# Märta Jägerskiöld
Märta Signe Christina Ehrenkrona-Jägerskiöld, född 11 december 1905 på Hulterstad i Mjölby, död 30 juni 1992 i Adolf Fredriks församling i Stockholm, var en svensk målare.

## Biografi
Märta Jägerskiöld var dotter till friherre Carl-Erik Ehrenkrona och Signe Westman och från 1938 gift med Olof Jägerskiöld.
Jägerskiöld studerade vid Edward Berggren och Gottfrid Larssons målarskola 1926–1927, Konsthögskolan i Stockholm 1928–1933, samt för Othon Friesz på Académie Colarossi i Paris 1935–1936. Separat har hon ställt ut på Konstnärshuset i Stockholm 1943 och på Östergötlands museum 1950. Hon har medverkat i samlingsutställningar med Östgöta konstförening och Sveriges allmänna konstförening och under 15 år ställt ut med Föreningen Svenska Konstnärinnor.
Märta Jägerskiölds konst består av stilleben, porträtt, fönsterutsikter, i olja eller pastell.
Jägerskiöld är representerad vid Östergötlands museum.